# 鶴橋風月
鶴橋風月（つるはしふうげつ）は、大阪市の鶴橋駅前に本店を置くお好み焼き等の飲食店である。運営母体は株式会社イデア（英文商号：IDEA Co., Ltd.）

## 沿革・概要
1950年（昭和25年）に創業した大阪・天満の「風月」が「鶴橋風月」の源流である。この天満の風月から「千林風月」（現・風の街）や「布施風月」などが独立開業したが、鶴橋風月も同様に、天満風月から暖簾分けの形で鶴橋駅前にオープンした。その後一貫して、鶴橋店舗のみの営業であったが、1989年（平成元年）に株式会社イデアが「鶴橋風月」の経営権を取得して以降、1990年7月の弁天町店を皮切りに、多店舗展開を進めるようになる。
現在も、大阪府を中心に関西地区に店舗が多いが、2000年4月以降は関東地区をはじめ他の地域への出店も加速している。とりわけ、「イオンモール」や「ららぽーと」、「アリオ」といった郊外型のショッピングセンターやヨドバシカメラへの出店が多い。
2005年3月、（株）リンク・ワンと共同出資で株式会社F&Fを設立し、ビストロお好み焼き店『わっはっはっ風月』の展開も進めている。
2007年12月に韓国第1号店をソウル（麻浦区西橋洞）にオープン。後に明洞にも出店し、現在は韓国に3店舗、台湾・シンガポールに2店舗、アメリカ・タイに1店舗を展開している。
日清食品との共同開発商品として、2007年9月に「鶴橋風月焼きそばソース2人前（チルド）」「鶴橋風月塩そば2人前（チルド）」、2008年3月に「鶴橋風月焼きそば（ソース味）カップ麺」が発売された。

## 店舗
- 大阪府 41店
- 関西（大阪府除く） 23店
- 北海道 1店
- 関東 6店
- 中部 1店
- 九州 1店
- 韓国 3店
- 台湾 2店
- シンガポール 2店
- アメリカ 1店
- タイ 1店